# Jeanine Meulemans
Jeanine Meulemans (30 de marzo de 1951) es una deportista belga que compitió en judo. Ganó una medalla de bronce en el Campeonato Mundial de Judo de 1980, y una medalla de bronce en el Campeonato Europeo de Judo de 1977.

## Palmarés internacional
| Campeonato Mundial | Campeonato Mundial          | Campeonato Mundial | Campeonato Mundial |
| Año                | Lugar                       | Medalla            | Categoría          |
| ------------------ | --------------------------- | ------------------ | ------------------ |
| 1980               | Nueva York (Estados Unidos) | Medalla de bronce  | –56 kg             |
| Campeonato Europeo |                             |                    |                    |
| Año                | Lugar                       | Medalla            | Categoría          |
| 1977               | Arlon (Bélgica)             | Medalla de bronce  | –56 kg             |